# مارکوت (آیووا)
مارکوت (به انگلیسی: Marquette) شهری در ایالت آیووا کشور ایالات متحده آمریکا است که جمعیت آن در سرشماری سال ۲۰۱۰ میلادی، ۳۷۵ نفر بوده‌است.